# Klothoide
Die Klothoide, auch Klotoide (früher auch Clothoide; von griechisch κλώθω ‚spinnen‘), ist eine spezielle ebene Kurve. Sie ist in der Ebene bis auf Ähnlichkeit durch die Eigenschaft eindeutig bestimmt, dass die Krümmung an jeder Stelle der Kurve proportional zur Länge ihres Bogens bis zu der Stelle ist. Andere Bezeichnungen für die Klothoide sind Cornu-Spirale (nach Marie Alfred Cornu) und Spinnkurve (da der Graph, der von einem Konvergenzpunkt zum anderen läuft, einer Garnrolle ähnelt, die „umsponnen“ wird).

Graph einer Klothoide/Euler-Spirale mit beiden Ästen. Die Kurve ist unendlich lang und nähert sich an beiden Enden asymptotisch den mit Kreuzen markierten Punkten an.

Die Klothoide wird als Übergangsbogen bei Kurven im Straßenbau und im Eisenbahnbau eingesetzt. Ihr Krümmungsverlauf nimmt linear zu, wodurch sich anstatt eines abrupten Rucks ein allmählicher Beschleunigungs-Übergang von der Geradeausfahrt in die Kreisfahrt ergibt.
In den heutigen Trassierungs- und CAD-Programmen ist die numerische Berechnung von Klothoiden in der Programmbibliothek integriert und erfolgt automatisch.

## Geschichte
Die Gleichungen der Klothoide wurden erstmals nachweislich 1694 von Jakob I Bernoulli niedergeschrieben. Sie wurde aber von ihm weder gezeichnet noch numerisch berechnet.
Dies wurde 1743 von Leonhard Euler gemacht, als er die Gleichungen bei der Untersuchung von spiralförmig aufgewickelten Sprungfedern wiederentdeckte. Die Bestimmung der asymptotischen Endpunkte gelang ihm aber erst 1781. Im Jahr 1874 wurden die Gleichungen vom französischen Physiker Alfred Cornu nochmals unabhängig bei Beugungsberechnungen entdeckt und untersucht. In der angelsächsischen Literatur wird sie daher meist als Euler-(Cornu-)Spirale bezeichnet.
1937 wurde die Klothoide erstmals durch Leopold Oerley als Geometrieelement im Straßenbau eingesetzt, ab 1938 setzte der Autobahningenieur Hans Lorenz sie bei der Planung der Reichsautobahn Wien–Brünn–Breslau konsequent ein. 1954 wurde die Klothoide mit einem umfassenden Tafelwerk (Kasper, Schürba, Lorenz: Die Klotoide als Trassierungselement, siehe Literatur) für Trassierungs- und Absteckungsarbeiten allgemein zugänglich gemacht. In diesem Tafelwerk wird durchgängig Klotoide (ohne „h“) geschrieben. Auch die alten Ausgaben des Taschenbuches der Mathematik (Bronstein-Semendjajew) bevorzugen diese Schreibweise. Die Schreibweise laut Duden ist Klothoide.

## Klothoidengleichung
Der Krümmungsradius dieser Kurve ist bzw. soll sein: umgekehrt proportional zur Länge ihres Bogens, formal mit der Großbuchstabenkonvention in den Straßenbauernormen ausgedrückt:
{\displaystyle R={\frac {A^{2}}{L}},\quad L>0,}
wobei {\displaystyle R} den Krümmungsradius, {\displaystyle L} die Länge des Kurvenbogens vom festgewählten Kurvenausgangspunkt zum betrachteten Kurvenpunkt und {\displaystyle A} eine beliebige, aber feste, positive, reelle Konstante bezeichnet. Diese Konstante wird als Klothoidenparameter bezeichnet.
Aus dieser Forderung folgt bereits eindeutig die Gleichung der Klothoide, wenn man einen Ausgangspunkt und eine Anfangssteigung vorgibt. Diese lautet in Parameterdarstellung mit Ausgangspunkt {\displaystyle (0,0)} und Anfangssteigung {\displaystyle {\tfrac {\mathrm {d} y}{\mathrm {d} x}}|_{(0,0)}=0} durch {\displaystyle l} parametrisiert:
{\displaystyle {\binom {x}{y}}(l)=A{\sqrt {\pi }}\int _{0}^{l}{\binom {\cos({\frac {\pi \,t^{2}}{2}})}{\sin({\frac {\pi \,t^{2}}{2}})}}\ \mathrm {d} t}
wobei {\displaystyle L=Al{\sqrt {\pi }}} dann die Länge der Kurve von {\displaystyle (0,0)} bis {\displaystyle (x(l),y(l))} ist. Somit gilt für die Krümmung dieser Kurve
{\displaystyle \kappa (l)={\frac {\sqrt {\pi }}{A}}l}.
Ferner besitzt sie die beiden asymptotischen Punkte {\displaystyle \textstyle \left(A{\frac {\sqrt {\pi }}{2}},A{\frac {\sqrt {\pi }}{2}}\right)} und {\displaystyle \textstyle \left(-A{\frac {\sqrt {\pi }}{2}},-A{\frac {\sqrt {\pi }}{2}}\right)}.

## Einheitsklothoide
Die Einheitsklothoide ist eine Klothoide mit dem Parameter {\displaystyle A=1}. Die Grundgleichung {\displaystyle A^{2}=RL} zeigt, dass der Parameter {\displaystyle A} eine kennzeichnende Größe ist. Die Einheitsklothoide wurde benutzt, um Tafeln für die Berechnung von Punkten auf der Klothoide aufzustellen, analog den Tafelwerken für Winkelfunktionen, denen der Einheitskreis mit {\displaystyle R=1} zugrunde liegt. Die dort entnommenen Werte für die Koordinaten der Punkte auf der Klothoide werden mit dem gegebenen Parameter {\displaystyle A} multipliziert, da alle Klothoiden einander ähnlich sind und proportional vergrößert oder verkleinert werden können.
Bekannte, häufig benutzte Tabellenwerke waren (siehe auch Literatur):
- Die Klotoide als Trassierungselement von Kasper, Schürba, Lorenz
- Klothoidentaschenbuch für Entwurf und Absteckung von Krenz, Osterloh

Bezeichnungen gem. Kasper, Schürba, Lorenz:
| {\displaystyle A\quad } | Parameter der Klothoide |
| {\displaystyle R\quad } | Krümmungsradius im betrachteten Endpunkt des Klothoidenabschnittes (also auch minimaler Krümmungsradius des Klothoidenausschnittes) |
| {\displaystyle L\quad } | Länge des Klothoidenabschnittes |
| {\displaystyle T\quad } | Schnittwinkel der Tangenten im Anfangs- und Endpunkt im Bogenmaß                                                                    |

Die Tabellenwerte {\displaystyle X} und {\displaystyle Y} beziehen sich auf die Tangente im Ursprung (der einzige Wendepunkt) der Klothoide (0,0) mit dem Krümmungsradius von „Unendlich“. Die X-Koordinate ist der Abschnitt auf dieser Tangente, die Y-Koordinate der orthogonale Abstand des Klothoidenpunktes von der Tangente. Eingangswert ist {\displaystyle L/A}.
Um Klothoidenberechnungen mit mechanischen Rechenmaschinen zu vereinfachen, die nur die vier Grundrechenarten ermöglichten, wurden zusätzlich Spezialtafeln für häufig vorkommende Aufgaben beigefügt, um den Rechenaufwand in Grenzen zu halten.

## Moderne Berechnungsverfahren
Heute sind für Klothoidenberechnungen weder Tafeln noch Näherungslösungen erforderlich. Für eine programmgesteuerte Berechnung sind Klothoiden besonders gut geeignet, da die Formeln einfach sind, wenig Programmieraufwand erfordern und ein sehr gutes Laufzeitverhalten haben. Wegen der sehr häufigen Verwendung der Klothoide bei der Trassierung von Verkehrswegen wird der Berechnungsablauf hierfür als Beispiel herangezogen.
Grundgleichungen:
{\displaystyle {\begin{aligned}A^{2}&=R\cdot L\\T&={\frac {L^{2}}{2A^{2}}}={\frac {L}{2R}}\\X&=\int _{0}^{L}\cos {\frac {L^{2}}{2A^{2}}}\ \mathrm {d} L\\Y&=\int _{0}^{L}\sin {\frac {L^{2}}{2A^{2}}}\ \mathrm {d} L\\\end{aligned}}}
Zur Berechnung werden statt der Sinus- bzw. Cosinusfunktion deren Potenzreihenentwicklungen
{\displaystyle {\begin{aligned}\cos(T)&=\left(1-{\frac {T^{2}}{2!}}+{\frac {T^{4}}{4!}}-{\frac {T^{6}}{6!}}\pm \cdots \ \right)\\\sin(T)&=\left(T-{\frac {T^{3}}{3!}}+{\frac {T^{5}}{5!}}-{\frac {T^{7}}{7!}}\pm \cdots \ \right)\\\end{aligned}}}
verwendet und integriert. Setzt man dann für {\displaystyle {\tfrac {L^{2}}{2A^{2}}}} wieder {\displaystyle T} ein, erhält man für die Koordinaten {\displaystyle X} und {\displaystyle Y} auf der Ursprungstangente folgende, sehr einfache Reihenentwicklungen:
{\displaystyle {\begin{aligned}X&=L\cdot \left(1-{\frac {T^{2}}{2!\cdot 5}}+{\frac {T^{4}}{4!\cdot 9}}-{\frac {T^{6}}{6!\cdot 13}}\pm \cdots \right)\\Y&=L\cdot \left({\frac {T}{3}}-{\frac {T^{3}}{3!\cdot 7}}+{\frac {T^{5}}{5!\cdot 11}}-{\frac {T^{7}}{7!\cdot 15}}\pm \cdots \right)\end{aligned}}}
Für den im Bereich von Trassierungsberechnungen genutzten Klothoidenabschnitt {\displaystyle {\tfrac {R}{3}}\leq A\leq R} ist der Wert {\displaystyle T} maximal 0,5. Um auch für seltene Sonderfälle gewappnet zu sein, sollte das Programm T-Werte bis π (3,14159) zulassen, damit der gleiche Drehwinkel (180°) wie in einem Halbkreis abgedeckt ist. Die Reihenglieder für {\displaystyle X} und {\displaystyle Y} konvergieren schon nach wenigen Schritten gegen Null. Weil die Fakultätsfunktion im Nenner steht, wächst dessen Wert schnell. Bei {\displaystyle T<1} nimmt der Wert des Zählers ab und beschleunigt zusätzlich die Berechnung. Die Genauigkeit der Berechnung lässt sich über einen Grenzwert, der zum Abbruch der Berechnung führt, steuern. Üblich ist eine Genauigkeit, die fünf gültige Nachkommastellen hat, wenn mit 8 Byte Datenbreite (double precision) gerechnet wird. Für Grafikausgaben genügt eine Genauigkeit, die dem halben Pixeldurchmesser des Ausgabegerätes, multipliziert mit dem reziproken Maßstabsfaktor, entspricht (Begründung: siehe Bresenham-Algorithmus).
Um die lokalen Koordinaten {\displaystyle X} und {\displaystyle Y} in das übergeordnete Bezugssystem zu überführen, ist abschließend eine einfache Transformation, z. B. über bereits bekannte Koordinaten des Anfangs- und Endpunktes im Bezugssystem erforderlich. Die Berechnung von Klothoidenpunkten ist beim Einsatz von Computern heute genau so einfach, wie bei Punkten auf den Trassierungselementen Gerade und Kreisbogen.

## Anwendung in der Optik

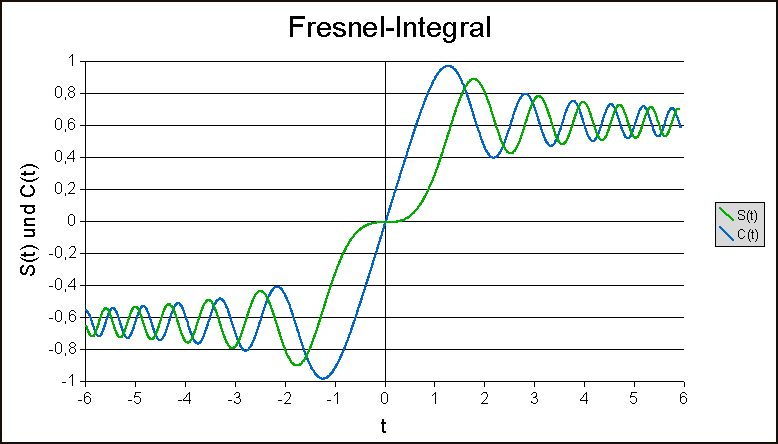
Fresnelsche Integrale für

Unter Beugung wird meist die Fraunhofersche Beugung verstanden, bei der Strahlen aus dem Unendlichen (Parallelstrahlen) durch Linsen auf eine endliche Ebene abgebildet werden. Im Gegensatz dazu beschreibt die Fresnelsche Beugung Beugungserscheinungen im Nahfeld. Beide Formen der Beugung sind zwei Grenzfälle des Kirchhoffschen Beugungsintegrals. Beispielsweise beschreiben die Fresnelschen Integrale {\displaystyle S_{\lambda }(x)} und {\displaystyle C_{\lambda }(x)} die Intensität der Lichtverteilung hinter einer beleuchteten Kante mit einem beliebigen, reellen Parameter {\displaystyle \lambda }:
{\displaystyle S_{\lambda }(x)=\int _{0}^{x}\sin(\lambda t^{2})\ \mathrm {d} t=\sum _{n=0}^{\infty }(-1)^{n}{\frac {\lambda ^{2n+1}x^{4n+3}}{(4n+3)(2n+1)!}}}
{\displaystyle C_{\lambda }(x)=\int _{0}^{x}\cos(\lambda t^{2})\ \mathrm {d} t=\sum _{n=0}^{\infty }(-1)^{n}{\frac {\lambda ^{2n}x^{4n+1}}{(4n+1)(2n)!}}}.

## Definition der Klothoide mittels Fresnelscher Integrale
Zusammen ermöglichen die vorhergehenden beiden Gleichungen auch eine Parameterdarstellung
{\displaystyle {\begin{pmatrix}x(l)\\y(l)\end{pmatrix}}={\begin{pmatrix}C_{\lambda }(l)\\S_{\lambda }(l)\end{pmatrix}}}
einer Klothoide. Wählt man nämlich {\displaystyle \lambda ={\tfrac {\pi }{2}}}, dann erhält man die Klothoide mit {\displaystyle A={\tfrac {1}{\sqrt {\pi }}}}.
- Die beiden Konvergenzpunkte liegen bei den Koordinaten (z,z) und (−z,−z) mit

{\displaystyle z=\int _{0}^{\infty }\cos(\lambda t^{2})\ \mathrm {d} t=\int _{0}^{\infty }\sin(\lambda t^{2})\ \mathrm {d} t={\frac {\sqrt {2\pi |\lambda |}}{4{\sqrt {\lambda ^{2}}}}}={\sqrt {\frac {\pi }{8|\lambda |}}}.}
- Die Länge {\displaystyle L_{\lambda }} eines Kurvenbogens der Klothoide durch {\displaystyle l} parametrisiert und vom Ursprung aus gemessen, beträgt

{\displaystyle L_{\lambda }(l)=\int _{0}^{l}{\sqrt {S_{\lambda }'(t)^{2}+C_{\lambda }'(t)^{2}}}\ \mathrm {d} t=\int _{0}^{l}{\sqrt {\sin(\lambda t^{2})^{2}+\cos(\lambda t^{2})^{2}}}\ \mathrm {d} t=\int _{0}^{l}1\ \mathrm {d} t=l.}
Die Kurvenlänge ist somit unbeschränkt. Und wir sehen, dass die Differentialgeometriker die Klothoide so beschreiben, dass die Kurvenlänge stets gleich ihrem freien Parameter ist. Dies nennt man dann auch allgemein für beliebige stetige Kurven die natürliche Kurvenparametrisierung.
- Die Krümmung (ihr Kehrwert ist der Krümmungsradius) ist {\displaystyle \kappa (l)=2\lambda l}, also proportional zur Länge des Kurvenbogens ab dem Punkt (0,0).

Ferner erkennen wir nun auch den Zusammenhang mit dem „{\displaystyle T} der Straßenbauer“ zu {\displaystyle \ T={\frac {L}{2R}}={\frac {l}{2}}\kappa (l)=\lambda l^{2}}.
Wählt man für eine erste Approximation der Kurve im Ursprung nur das erste Glied ihrer Taylorreihe, so erhält man
{\displaystyle {\begin{pmatrix}x(l)\\y(l)\end{pmatrix}}\approx {\begin{pmatrix}l\\\lambda {\tfrac {l^{3}}{3}}\end{pmatrix}},}
also {\displaystyle y\approx {\frac {1}{3}}\lambda x^{3}}, was eine kubische Parabel darstellt.

## Anwendung im Verkehrswegebau
Im Verkehrswegebau wird bei der Berechnung der Linienführung einer Verkehrsachse die Klothoide als Übergangselement zwischen zwei Geraden, oder allgemein zwei Elementen mit konstanter aber unterschiedlicher Krümmung, eingesetzt. Sie kommt auf zahlreichen Teilabschnitten von Straßen- und Bahnstrecken zum Einsatz.

### Klothoide als Trassierungselement

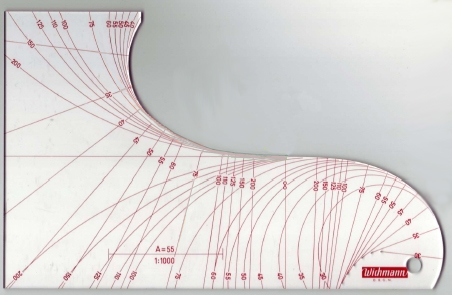
Klothoidenlineal A = 55 für den Maßstab 1:1000

Zur Bemessung der Trassierungselemente bei einer fahrdynamischen Trassierung von Verkehrswegen dient die Entwurfsgeschwindigkeit, aus der sich Mindestradien bzw. bei Klothoiden Mindestparameter ergeben. Die Entwurfsgeschwindigkeit ist unter anderem von der Bedeutung eines Verkehrsweges abhängig, also bei Fernverbindungen hoch und bei regionalen Verbindungen niedriger. Eine niedrige Entwurfsgeschwindigkeit erlaubt eine Trassenführung, die sich besser an die topografischen Verhältnisse anpassen lässt. Auch das Verkehrsaufkommen muss berücksichtigt werden. Innerörtliche Straßen werden dagegen in der Regel nicht fahrdynamisch trassiert, bzw. mit einer niedrigen Entwurfsgeschwindigkeit geplant.
Eine Trasse setzt sich einerseits aus Trassierungselementen mit konstanter Krümmung wie Geraden und Kreisbögen, andererseits aus Klothoiden als Übergangsbögen mit zu- und abnehmender Krümmung zusammen. Die Krümmung {\displaystyle \kappa ={\tfrac {1}{R}}} wächst bzw. fällt linear mit der Länge {\displaystyle L} auf der Klothoide.
Für die Verwendung der Klothoide als Übergang zwischen Elementen mit konstanter Krümmung im Straßenbau spricht:
- Bei einer Kurvenfahrt muss das Lenkrad gedreht werden, um das Fahrzeug in den Bogen einzulenken. Bei konstanter Fahrgeschwindigkeit und gleichmäßiger Zunahme des Lenkeinschlages bewegt sich das Fahrzeug auf einer Linie, die näherungsweise einer Klothoide entspricht. Durch die Klothoide als Übergangselement wird sichergestellt, dass der Fahrer nicht zu einem abrupten Lenkmanöver gezwungen wird, sondern die Querbeschleunigung linear wächst oder abnimmt.

- Die Entwässerung der Fahrbahn bei Regen erfordert, dass die Fahrbahn in Querrichtung geneigt ist (Querneigung), um Aquaplaning zu verhindern. Eine Querneigung der Fahrbahn ist auch erforderlich, um die Querbeschleunigung auf ein annehmbares Maß zu begrenzen. Bei geneigter Fahrbahn wirkt die vertikale Erdbeschleunigungskomponente (9,81 m/s²) dagegen und die Kräfte werden besser in die Fahrbahn eingeleitet. Bei Kurven werden die Fahrbahnränder so um die Fahrbahnachse gedreht, dass der äußere Rand höher und der innere Rand tiefer als die Achse liegt. Diese „Verwindung“ der Fahrbahn um die Achse erfordert eine gewisse Übergangslänge. Die Klothoide als Übergangsbogen bei Krümmungswechseln stellt sicher, dass der Übergang innerhalb der Länge dieses Elements linear angelegt werden kann.

- Die Klothoide verbessert die optische Linienführung einer Trasse. Der Fahrer eines Fahrzeuges nimmt die Fahrbahn aus einer Perspektive wahr, die in Fahrtrichtung gesehen zu einer starken Verkürzung der Längsentwicklung führt. Ohne Übergangsbogen wirkt ein Krümmungswechsel wie ein Knick in der Achse. Die Klothoide als Übergangsbogen sorgt dafür, dass eine Kurve besser wahrgenommen und somit richtig eingelenkt wird.

Bei Bahntrassen haben Übergangsbögen die gleichen Vorteile. Schienengebundene Fahrzeuge werden unter Zwang gesteuert und weisen nur eine sehr geringe Toleranz in Querrichtung auf. Ein Krümmungswechsel ohne Übergangsbogen erzeugt in diesem Fall eine sprunghafte Änderung der Querbeschleunigung, die sehr schnell als unangenehm empfunden wird. Erschwerend kommt hinzu, dass ein abrupter Krümmungswechsel erhöhten Verschleiß an den Schienen und den Radsätzen verursacht. Es gibt jedoch geringfügige Abweichungen gegenüber der Ausführung im Straßenbau:
- Bei Schienen muss die Entwässerung des Fahrweges nicht berücksichtigt werden. In Geraden liegen beide Schienen auf gleicher Höhe. In Kurven wird in Deutschland nur die äußere Schiene angehoben, um der Querbeschleunigung entgegenzuwirken. Diese Form der Ausführung wird als „Überhöhung“ bezeichnet. Der Übergangsbogen sorgt dafür, dass die Überhöhung innerhalb seiner Länge linear ausgeführt werden kann.

- Im Eisenbahnbau werden bei konventionellen Geschwindigkeiten (< 160 km/h) nach wie vor auch kubische Parabeln (Blossbögen) als Übergangsbögen verwendet, die im Nahbereich des Ursprungs einen der Klothoide ähnlichen Verlauf haben.

Bei Achterbahnen, ebenfalls schienengebundene Fahrzeuge, werden Klothoiden eingesetzt, um die Passagiere nicht durch starke Querbeschleunigungen zu belasten. Im Fall der Achterbahn ist die Geschwindigkeit in jedem Abschnitt der Trasse mit geringen Abweichungen bekannt; somit können die einwirkenden Querkräfte durch eine angepasste Überhöhung der Kurven fast ganz eliminiert werden. Voraussetzung dafür sind Übergangsbögen.
Bei Liftstützen von Seilbahnanlagen werden die Rollenbatterien auch oft in Klothoidenform gebaut, um den Fahrgästen der Liftanlage ein höheres Maß an Komfort zu bieten.

### Berechnung einer Achse mit Klothoiden als Übergangselementen
Um die Lage der Achse eines Verkehrsweges zu definieren, wird zweistufig gearbeitet:
- Während der Entwurfsplanung wird die Achse in ihren Hauptelementen bestimmt (Achshauptpunktberechnung). Ergebnis ist eine Achse, die in den Planungskorridor passt und den Entwurfsrichtlinien (Entwurfsgeschwindigkeit usw.) entspricht. Die Länge der Achse ergibt sich aus der Summe der Längen der Achselemente. Jedem Hauptpunkt der Achse wird eine „Station“ zugewiesen, die summierten Längen vom Achsanfang bis zum jeweiligen Hauptpunkt. Die „Stationierung“ der Elemente (von Station / bis Station) schafft eine eindeutige Zuordnung innerhalb der Achse.

- Zur Bauausführung wird im Zuge der Ausführungsplanung die Punktfolge auf der Achse soweit verdichtet, dass eine planungsgemäße Absteckung und Bauausführung gewährleistet ist (Achskleinpunktberechnung).

Die Bestimmung der Lage einer Klothoide als Achselement im Bezugskoordinatensystem erfolgt während der Achshauptpunktberechnung. Bei Klothoiden sind Randbedingungen zu beachten. Der einfachste Fall, die Elementfolge Gerade – Klothoide – Kreisbogen – Klothoide – Gerade, soll hierzu als Beispiel dienen:
- Der Mittelpunkt des Kreisbogens liegt nicht mehr im Abstand {\displaystyle R} (Radius) senkrecht zu der Geraden. Durch die Klothoiden wird eine Abrückung des Bogens von der Geraden verursacht, die mit {\displaystyle D} bezeichnet wird. Der Abstand des Kreismittelpunktes ist also {\displaystyle R+D}. {\displaystyle D} ergibt sich aus dem Endpunkt {\displaystyle (X_{E},Y_{E})} der Klothoide über die Mittelpunktskoordinaten {\displaystyle (X_{M},Y_{M})} des Kreisbogens, bezogen auf die Ursprungstangente der Klothoide:

| {\displaystyle X_{M}=X_{E}-R\cdot \sin T\qquad } | Abstand vom Ursprung der Klothoiden            |
| {\displaystyle Y_{M}=Y_{E}+R\cdot \cos T\qquad } | orthogonaler Abstand von der Ursprungstangente |
| {\displaystyle D=Y_{M}-R\qquad \qquad }          | Abrückung von der Ursprungstangente            |

Lageplan und Krümmungsband der Elementfolge Gerade – Klothoide – Kreisbogen

- Der Schnittwinkel der beiden Geraden muss größer sein als die Summe der Drehwinkel beider Klothoiden. Die Parameter im Straßenbau variieren im Bereich {\displaystyle {\tfrac {R}{3}}\leq A\leq R}. Minimal sind bei {\displaystyle A} = {\displaystyle {\tfrac {R}{3}}} pro Klothoide 3,54 gon bzw. 3,18° erforderlich, maximal erfordert {\displaystyle A=R} je Klothoide 31,83 gon bzw. 28.65°. Ist der Schnittwinkel kleiner, kommt es zu Überschneidungen im Bereich des Kreisbogens. Erfüllt der Schnittwinkel genau die Mindestbedingungen für die Drehwinkel der beiden Klothoiden, ist die Länge des Kreisbogens Null. Man spricht dann von einer Scheitelklothoide. Diese Konstruktion sollte bei der Trassierung vermieden werden.

- Der Endpunkt der Anfangsgeraden bzw. der Anfangspunkt der Endgeraden ergibt sich aus dem Lotfußpunkt des Kreismittelpunktes auf der Geraden – in diesem Fall identisch mit der Ursprungstangente – abzüglich des Abstandes {\displaystyle X_{M}}. Auch in diesem Fall kann es zu Überschneidungen mit benachbarten Elementen kommen, die an beide Geraden anschließen.

Im Falle von Übergängen zwischen zwei Kreisbögen wird {\displaystyle D} über die Berechnung des Abstandes der beiden Kreismittelpunkte ermittelt, wobei zwei Fälle zu unterscheiden sind:
- Die Verbindung von Kreisbögen mit gegenläufiger Krümmung erzeugt eine Wendeklothoide mit zwei Ästen. Die Parameter der beiden Klothoidenäste können unterschiedlich sein, sie haben jedoch immer einen gemeinsamen Ursprung mit gleicher Tangentensteigung.

- Die Verbindung von gleichsinnig gekrümmten Kreisbögen erzeugt eine Eiklothoide, also einen Klothoidenabschnitt, der mit dem Radius des ersten Kreisbogens beginnt und mit dem Radius des zweiten Kreisbogens endet. In diesem Fall liegt der Ursprung der Klothoide nicht auf der Achse.

Werden bei der Berechnung der Grundelemente Gerade und Kreisbogen die Abstände {\displaystyle D} in Abhängigkeit von den Klothoidenparametern berücksichtigt, lassen sich die Klothoiden anschließend über einfache Transformationen passgenau einfügen.
Bei Klothoiden muss jedoch berücksichtigt werden, dass sie bei Achsverschiebungen nicht parallel versetzt werden können, wie das bei Geraden und Kreisbögen jederzeit möglich ist. Eine Parameteränderung erzeugt keine Linie, die den Bedingungen der Parallelität streng entspricht. Allerdings sind die Abweichungen bei kurzen Klothoidenabschnitten, wie sie bei der Trassierung vorwiegend verwendet werden, regelmäßig so klein, dass der Fehlbetrag im Rahmen der Bautoleranz liegt. Dies muss jedoch immer rechnerisch überprüft und gegebenenfalls durch eine Hilfskonstruktion behoben werden.
C-Klothoide |
Eiklothoide |
Korbklothoide |
Scheitelklothoide |
Verbundkurve |
Wendeklothoide

### Kennstellen der Klothoide und Einsatzgrenzen
Alle Klothoiden besitzen eine geometrische Ähnlichkeit, wodurch an einer bestimmten Formstelle einer Klothoide immer der gleiche Richtungswinkel und der gleiche Verhältniswert {\displaystyle R/A} auftritt. Bestimmte ganzzahlige Verhältniswerte {\displaystyle R/A} (mit Ausnahme des Wertes 1,5) werden als Kennstellen der Klothoide bezeichnet. So nennt man beispielsweise die Stelle, bei der {\displaystyle R=L=A} ist, als Kennstelle 1.
Bei der Verwendung der Klothoide in der Trassierung muss beachtet werden, dass es gewisse Einsatzgrenzen für Klothoiden gibt. So sollte aus fahrdynamischen Gründen eine Klothoide nur zwischen den Kennstellen 3 und 1 verwendet werden. Wählt man eine größere Kennstelle als 3, ist die Richtungsänderung zum Beginn der Klothoide zu gering und der Fahrzeugführer lenkt eventuell zu spät ein. Bei der Verwendung einer Kennstelle kleiner als 1 entsteht die Gefahr, dass der Fahrzeugführer dem Kurvenverlauf nicht mehr folgen kann und von der Fahrbahn abkommt (Prinzip der Hundekurve). Aus diesen Überlegungen heraus ergeben sich folgende Formeln für die Einsatzgrenzen der Klothoide:
| {\displaystyle A={\frac {R}{3}}\qquad } | Minimalwert für Klothoidenparameter |
| {\displaystyle A=R\qquad }              | Maximalwert für Klothoidenparameter |

### Zeichnerische Darstellung einer Achse
Lageplan und Höhenplan sind die wichtigsten Planunterlagen, um eine Trasse darzustellen. Da auch der Krümmungsverlauf für viele planerische Entscheidungen sehr wichtig ist, wird er im Höhenplan unterhalb der Höhendarstellung als Krümmungsband dargestellt.
Die waagrechte Achse des Krümmungsbandes entspricht wie bei der Höhendarstellung (Gradiente) der Achslänge. Gemäß ihrer Station (s. o.) werden auf dieser Achse die Elemente aufgetragen. Die Krümmung einer Geraden ist Null und liegt auf der Achse. Kreisbögen haben eine konstante Krümmung {\displaystyle {\tfrac {1}{R}}}, ihre Krümmungslinie liegt bei Rechtsbögen (positiver Radius) oberhalb und bei Linksbögen (negativer Radius) unterhalb der Achse. Je nach Platz auf dem Plan und der Größe der Radien wird die Krümmung der Achselemente mit einem konstanten Faktor multipliziert, der so gewählt wird, dass sich eine übersichtliche Darstellung ergibt. Die Krümmungslinie wird in dem so ermittelten Abstand zur Achse gezeichnet. Klothoiden, deren Krümmung mit der Länge des Elementes linear zu- oder abnimmt, bilden im Krümmungsband die schrägen Rampen zwischen den Elementen Gerade und Kreisbogen.
Aus dem Krümmungsband kann man die „Kurvigkeit“ erkennen, also den Krümmungsverlauf im Zuge einer Achse. Parallel und unterhalb des Krümmungsbandes wird die Querneigung der Fahrbahn als Querneigungsband dargestellt. Die Querneigung, die wegen der Querbeschleunigung vom Radius eines Elementes abhängig ist, lässt sich auf diese Weise übersichtlich planen und darstellen. Querneigungswechsel liegen regelmäßig innerhalb der Klothoidenabschnitte, sie müssen jedoch unter entwässerungstechnischen Aspekten auch sehr genau mit der Gradiente abgestimmt werden, damit eine funktionierende Entwässerung der Fahrbahn gewährleistet ist.